# Alpamayo Entertainment
Alpamayo Entertainment fue un estudio cinematográfico y productora de televisión de animación por computadora peruana que inició sus operaciones en 2003 y terminó en 2010.

## Historia
Alpamayo Entertainment inició sus operaciones en 2003, por el reconocido economista Jaime Carbajal Perez, inicio como estudio cinematográfico y productora de televisión. Su nombre se basó en la montaña Alpamayo. 
En solo 4 años de su existencia, producto de la ley de cinematografía nacional, se posicionó como uno de los referentes latinoamericanos de la década. En 2007 fue reconocido en el Festival de Cine Latino de San Diego, cuyas dos primeras películas fueron exhibidas allí.

## Películas
Sus películas fueron:
- Piratas en el Callao
- Dragones: destino de fuego
- Valentino y el clan del can

Estas películas fueron estrenadas en cine, con un presupuesto de alrededor de medio millón de dólares, para exhibirse luego en televisión. Las primeras 2 películas fueron dirigidas por Eduardo Schuldt, quien quizo abrirse paso independientemene fundó FxanimationPerú, . En el 2007 inicia los preparativos para Valentino, pero por cuestiones de competencia empresarial Schuldt es retirado del proyecto, Valentino y el clan del can será dirigida por el director argentino David Bisbano y culmina la pelicula. En el mismo 2008 se planificó una cuarta película La búsqueda del diente mágico, a estrenarse a mediados de 2009, pero tras disputas técnicas y presupuesto en Alpamayo, no se concretó. Años más tarde la producción de esa película se reanudó a manos de otra productora que terminó conociéndose como Rodencia y el diente de la princesa.

## Logotipo
Entre su fundación hasta 2010 se utilizaban dos logos parecidos. El logo era las palabras Alpamayo con una tipografía gris (o a veces dorado), las palabras Entertainment en mayúsculas y de un color parecido al rojo, con un fondo negro, un cuadrado rojo dibujado un círculo y con una montaña.
Posteriormente la razón social Alpamayo Entertainment es dada de baja y sólo queda la razón social JCFilms de su fundador Jaime Carbajal